# Hermonassa megaspila
Hermonassa megaspila là một loài bướm đêm trong họ Noctuidae.